# Гай Октавий (военен трибун)
Вижте пояснителната страница за други личности с името Гай Октавий.
Гай Октавий (на латински: Gaius Octavius C. f. Cn. n.) е римски конник от 3 век пр.н.е.
Произлиза от плебейската фамилия Октавии. Вероятно е син на Гай Октавий (обикновен конник), който е син на Гней Октавий Руф (квестор 230 пр.н.е.). Роднина е на по-късния император Октавиан Август.
През e 216 пр.н.е. военен трибун по времето на Втората пуничаска война. Участва в битката при Кана и през 205 пр.н.е. служи в Сицилия при претор Луций Емилий Пап.